# Rhododactyla semirosea
Rhododactyla semirosea là một loài bướm đêm trong họ Noctuidae.